# Ferrari GTC4Lusso
El Ferrari GTC4Lusso y GTC4Lusso T es un automóvil de gran turismo del fabricante italiano Ferrari. Comenzó su producción en 2016 como sucesor del FF.

## GTC4Lusso

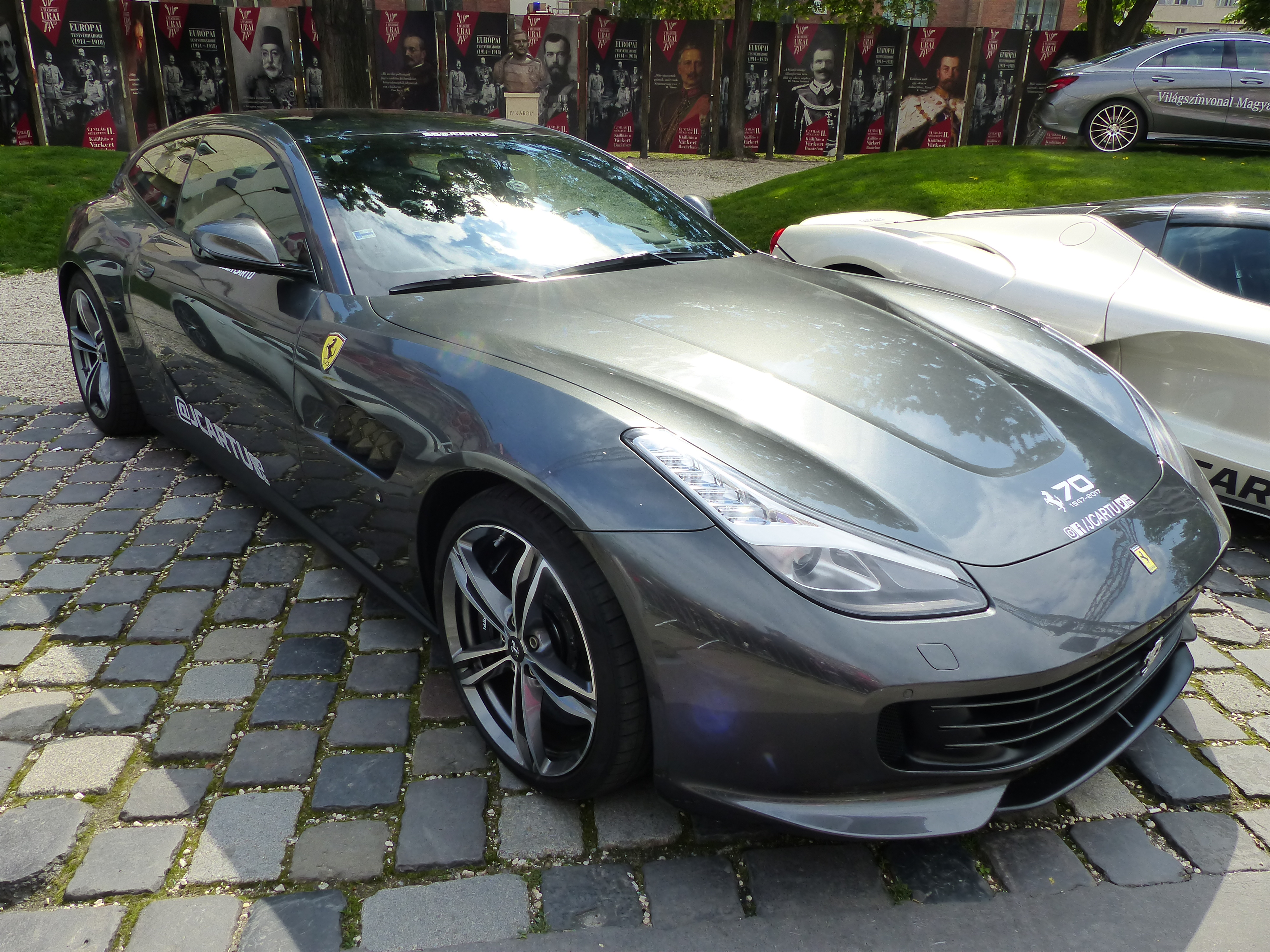
GTC4Lusso

El GTC4Lusso tiene carrocería de 3 puertas y tracción en las cuatro ruedas. Está propulsado por un motor V12 6.3 L ubicado en la parte delantera central.
El motor Ferrari F140 65 ° V12 de 6262 cc (382,1 pies cúbicos) del GTC4Lusso tiene una potencia de 690 CV (507 kW, 681 hp) a 8000 rpm y 697 Nm (514 lb-ft ) a 5750 rpm, también gracias a un relación de compresión elevada a 13.5: 1.  afirma una velocidad máxima de 345 km/h (214 mph), sin cambios desde el FF, y un tiempo de aceleración de 0-100 km/h (0-62 mph) de 3.4 segundos. y una aceleración de 0-100 km/h en 3.4 segundos.
El automóvil usa una versión mejorada (denominada 4RM Evo ) del sistema patentado de tracción a las cuatro ruedas de Ferrari presentado en el FF, integrado con dirección en las cuatro ruedas en 4RM-S. El GTC4Lusso fue presentado en el Salón de Ginebra de 2016.

## GTC4Lusso T

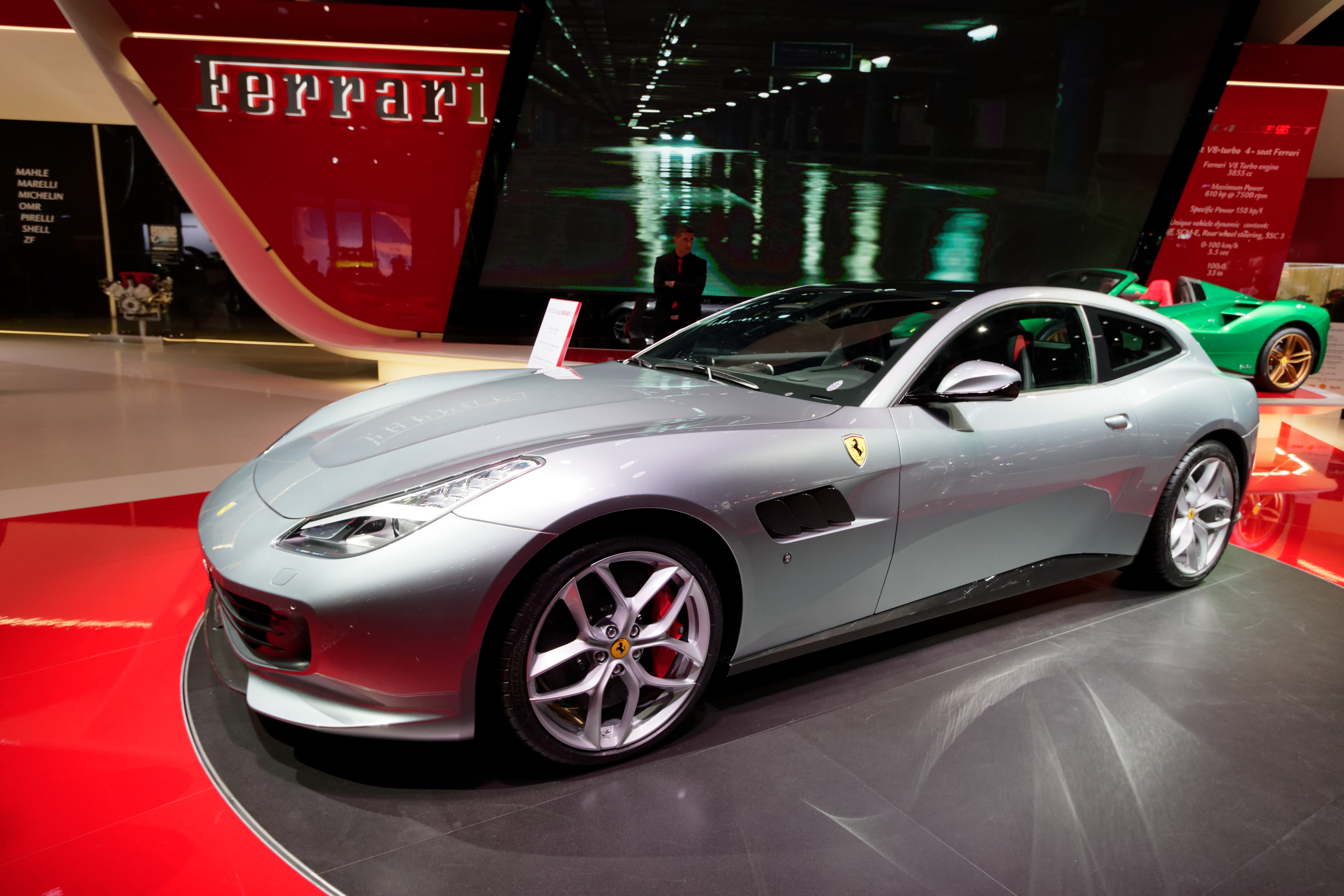
GTC4Lusso T

El GTC4Lusso T comenzó su producción en 2017 y, a diferencia del GTC4Lusso de 2016, el GTC4Lusso T tiene tracción trasera y un motor V8 biturbo de 3.9 L. Sin embargo conserva el sistema de dirección 4WS en las 4 ruedas.
El GTC4Lusso T contiene un motor V8 doble turbocargado Ferrari F154 de 3855 cc (235.2 pies cúbicos) con una potencia de 610 CV (449 kW, 602 hp) a 7500 rpm y 760 N⋅m (561 ft⋅lb) a 3000-5250 rpm. Según el fabricante, el automóvil puede alcanzar una velocidad máxima de más de 320 km/h (199 mph) y acelerar de 0 a 100 km/h (0 a 62 mph) en 3.5 segundos.
El vehículo fue presentado en el Salón del Automóvil de París 2016.

## Diseño
El estilo del cuerpo de GTC4Lusso es similar al de Ferrari FF . La parte trasera presenta las luces traseras redondas distintivas de Ferrari (vistas por última vez en el Ferrari F430) y su interior contiene un diseño de concepto de cabina doble , que separa la cabina del conductor y la cabina del pasajero por un divisor central. La parte delantera del vehículo se presenta con una sola rejilla que proporciona todo el enfriamiento necesario. El GTC4Lusso es un refinamiento adicional del Shooting Brake (tipo de carrocería lujosa, literalmente "salida para cazar") anterior de Ferrari, reinterpretando el concepto con una forma muy simplificada, cónico que le da casi un fastback silueta.

## Motores

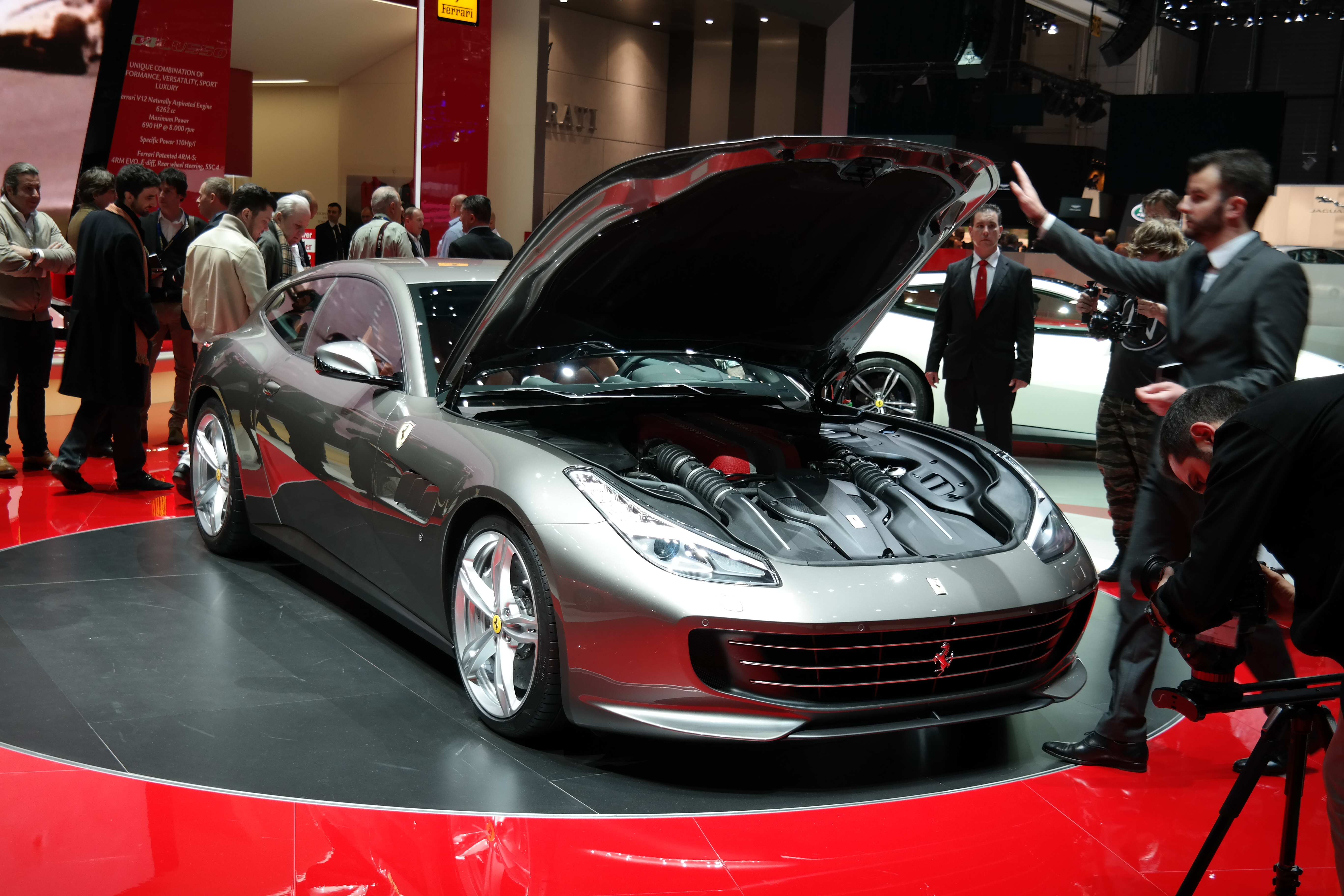
Motor del GTC4Lusso

| Modelo      | Año(s) | Tipo/código                                  | Potencia, Torque, rpm                               |
| ----------- | ------ | -------------------------------------------- | --------------------------------------------------- |
| GTC4Lusso   | 2016-  | motor V12 (Ferrari 140]], 382,1 pies cúbicos | 690Ps a 8000 rpm, 700 Nm (567 lb/ft) a 5750 rpm     |
| GTC4Lusso T | 2017-  | motor V8 (Ferrari F154), 235,2 pies cúbicos  | 610Ps a 7500rpm, 760 Nm (561 lb/ft) a 3000-5250 rpm |

## Informes
Se informó que los modelos 2016-2017 de GTC4Lusso se vendieron con bolsas de aire Takata defectuosas.